# Wohne lieber ungewöhnlich
Wohne lieber ungewöhnlich ist ein französischer Spielfilm von Gabriel Julien-Laferrière aus dem Jahr 2016.

## Handlung
Bastien und seine Halbgeschwister und Cousinen sind Teil einer großen und weit verzweigten Patchworkfamilie und sind unzufrieden damit, von Wohnung zu Wohnung zu ziehen und keine Stabilität zu haben. Die Kinder beziehen heimlich die leerstehende große Altbauwohnung von Eliots verstorbener Großmutter, um den Erwachsenen zu zeigen, dass sie als Gruppe zurechtkommen. Nach einem erfolgreichen Wochenende schlagen sie ihren Eltern vor, als Jugend-WG mit einem Betreuungsplan für die Eltern in der Wohnung wohnen zu bleiben. Nach anfänglichem Zögern stimmen sämtliche Elternteile zu, verschweigen den Kindern allerdings, dass die Wohnung bereits zum Verkauf angeboten wird.

## Besetzung
Stammbaum
|                           |                           |                           |                           |                           |                           |                       |                       |                                    |                                    |                                    |                                    | Großvater (unbekannt)              | Großvater (unbekannt)              | Großvater (unbekannt) | Großvater (unbekannt) | Großvater (unbekannt) | Großvater (unbekannt) |                      |                      | Aurore (Chantal Ladesou) | Aurore (Chantal Ladesou) | Aurore (Chantal Ladesou) | Aurore (Chantal Ladesou) | Aurore (Chantal Ladesou)            | Aurore (Chantal Ladesou)            |                                     |                                     | Großvater (unbekannt)               | Großvater (unbekannt)               | Großvater (unbekannt)   | Großvater (unbekannt)   | Großvater (unbekannt)                | Großvater (unbekannt)                |                                      |                                      |                                      |                                      |                               |                               |                               |                               |                         |                         |                         |                         |  |  |                              |                              |                              |                              |                              |                              |                         |                         |                         |                         |                         |                         |                         |                         |                        |                        |                                 |                                 |                                 |                                 |                                 |                                 |
|                           |                           |                           |                           |                           |                           |                       |                       |                                    |                                    |                                    |                                    | Großvater (unbekannt)              | Großvater (unbekannt)              | Großvater (unbekannt) | Großvater (unbekannt) | Großvater (unbekannt) | Großvater (unbekannt) |                      |                      | Aurore (Chantal Ladesou) | Aurore (Chantal Ladesou) | Aurore (Chantal Ladesou) | Aurore (Chantal Ladesou) | Aurore (Chantal Ladesou)            | Aurore (Chantal Ladesou)            |                                     |                                     | Großvater (unbekannt)               | Großvater (unbekannt)               | Großvater (unbekannt)   | Großvater (unbekannt)   | Großvater (unbekannt)                | Großvater (unbekannt)                |                                      |                                      |                                      |                                      |                               |                               |                               |                               |                         |                         |                         |                         |  |  |                              |                              |                              |                              |                              |                              |                         |                         |                         |                         |                         |                         |                         |                         |                        |                        |                                 |                                 |                                 |                                 |                                 |                                 |
|                           |                           |                           |                           |                           |                           |                       |                       |                                    |                                    |                                    |                                    |                                    |                                    |                       |                       |                       |                       |                      |                      |                          |                          |                          |                          |                                     |                                     |                                     |                                     |                                     |                                     |                         |                         |                                      |                                      |                                      |                                      |                                      |                                      |                               |                               |                               |                               |                         |                         |                         |                         |  |  |                              |                              |                              |                              |                              |                              |                         |                         |                         |                         |                         |                         |                         |                         |                        |                        |                                 |                                 |                                 |                                 |                                 |                                 |
|                           |                           |                           |                           |                           |                           |                       |                       |                                    |                                    |                                    |                                    |                                    |                                    |                       |                       |                       |                       |                      |                      |                          |                          |                          |                          |                                     |                                     |                                     |                                     |                                     |                                     |                         |                         |                                      |                                      |                                      |                                      |                                      |                                      |                               |                               |                               |                               |                         |                         |                         |                         |  |  |                              |                              |                              |                              |                              |                              |                         |                         |                         |                         |                         |                         |                         |                         |                        |                        |                                 |                                 |                                 |                                 |                                 |                                 |
|                           |                           |                           |                           |                           |                           |                       |                       |                                    |                                    |                                    |                                    |                                    |                                    |                       |                       |                       |                       |                      |                      |                          |                          |                          |                          |                                     |                                     |                                     |                                     |                                     |                                     |                         |                         |                                      |                                      |                                      |                                      |                                      |                                      |                               |                               |                               |                               |                         |                         |                         |                         |  |  |                              |                              |                              |                              |                              |                              |                         |                         |                         |                         |                         |                         |                         |                         |                        |                        |                                 |                                 |                                 |                                 |                                 |                                 |
|                           |                           |                           |                           |                           |                           |                       |                       |                                    |                                    |                                    |                                    |                                    |                                    |                       |                       |                       |                       |                      |                      |                          |                          |                          |                          |                                     |                                     |                                     |                                     |                                     |                                     |                         |                         |                                      |                                      |                                      |                                      |                                      |                                      |                               |                               |                               |                               |                         |                         |                         |                         |  |  |                              |                              |                              |                              |                              |                              |                         |                         |                         |                         |                         |                         |                         |                         |                        |                        |                                 |                                 |                                 |                                 |                                 |                                 |
| Madeleine (Nino Kirtadzé) | Madeleine (Nino Kirtadzé) | Madeleine (Nino Kirtadzé) | Madeleine (Nino Kirtadzé) | Madeleine (Nino Kirtadzé) | Madeleine (Nino Kirtadzé) |                       |                       | Philippe (1. Ehe) (Thierry Neuvic) | Philippe (1. Ehe) (Thierry Neuvic) | Philippe (1. Ehe) (Thierry Neuvic) | Philippe (1. Ehe) (Thierry Neuvic) | Philippe (1. Ehe) (Thierry Neuvic) | Philippe (1. Ehe) (Thierry Neuvic) |                       |                       | Sophie (Julie Gayet)  | Sophie (Julie Gayet)  | Sophie (Julie Gayet) | Sophie (Julie Gayet) | Sophie (Julie Gayet)     | Sophie (Julie Gayet)     |                          |                          | Claude (2. Ehe) (Philippe Katerine) | Claude (2. Ehe) (Philippe Katerine) | Claude (2. Ehe) (Philippe Katerine) | Claude (2. Ehe) (Philippe Katerine) | Claude (2. Ehe) (Philippe Katerine) | Claude (2. Ehe) (Philippe Katerine) |                         |                         | Hugo (3. Ehe) (Lucien Jean-Baptiste) | Hugo (3. Ehe) (Lucien Jean-Baptiste) | Hugo (3. Ehe) (Lucien Jean-Baptiste) | Hugo (3. Ehe) (Lucien Jean-Baptiste) | Hugo (3. Ehe) (Lucien Jean-Baptiste) | Hugo (3. Ehe) (Lucien Jean-Baptiste) |                               |                               | Babette (Claudia Tagbo)       | Babette (Claudia Tagbo)       | Babette (Claudia Tagbo) | Babette (Claudia Tagbo) | Babette (Claudia Tagbo) | Babette (Claudia Tagbo) |  |  | Paul (1. Ehe) (Arié Elmaleh) | Paul (1. Ehe) (Arié Elmaleh) | Paul (1. Ehe) (Arié Elmaleh) | Paul (1. Ehe) (Arié Elmaleh) | Paul (1. Ehe) (Arié Elmaleh) | Paul (1. Ehe) (Arié Elmaleh) |                         |                         | Agnès (Julie Depardieu) | Agnès (Julie Depardieu) | Agnès (Julie Depardieu) | Agnès (Julie Depardieu) | Agnès (Julie Depardieu) | Agnès (Julie Depardieu) |                        |                        | (2. Ehe, verstorben, unbekannt) | (2. Ehe, verstorben, unbekannt) | (2. Ehe, verstorben, unbekannt) | (2. Ehe, verstorben, unbekannt) | (2. Ehe, verstorben, unbekannt) | (2. Ehe, verstorben, unbekannt) |
| Madeleine (Nino Kirtadzé) | Madeleine (Nino Kirtadzé) | Madeleine (Nino Kirtadzé) | Madeleine (Nino Kirtadzé) | Madeleine (Nino Kirtadzé) | Madeleine (Nino Kirtadzé) |                       |                       | Philippe (1. Ehe) (Thierry Neuvic) | Philippe (1. Ehe) (Thierry Neuvic) | Philippe (1. Ehe) (Thierry Neuvic) | Philippe (1. Ehe) (Thierry Neuvic) | Philippe (1. Ehe) (Thierry Neuvic) | Philippe (1. Ehe) (Thierry Neuvic) |                       |                       | Sophie (Julie Gayet)  | Sophie (Julie Gayet)  | Sophie (Julie Gayet) | Sophie (Julie Gayet) | Sophie (Julie Gayet)     | Sophie (Julie Gayet)     |                          |                          | Claude (2. Ehe) (Philippe Katerine) | Claude (2. Ehe) (Philippe Katerine) | Claude (2. Ehe) (Philippe Katerine) | Claude (2. Ehe) (Philippe Katerine) | Claude (2. Ehe) (Philippe Katerine) | Claude (2. Ehe) (Philippe Katerine) |                         |                         | Hugo (3. Ehe) (Lucien Jean-Baptiste) | Hugo (3. Ehe) (Lucien Jean-Baptiste) | Hugo (3. Ehe) (Lucien Jean-Baptiste) | Hugo (3. Ehe) (Lucien Jean-Baptiste) | Hugo (3. Ehe) (Lucien Jean-Baptiste) | Hugo (3. Ehe) (Lucien Jean-Baptiste) |                               |                               | Babette (Claudia Tagbo)       | Babette (Claudia Tagbo)       | Babette (Claudia Tagbo) | Babette (Claudia Tagbo) | Babette (Claudia Tagbo) | Babette (Claudia Tagbo) |  |  | Paul (1. Ehe) (Arié Elmaleh) | Paul (1. Ehe) (Arié Elmaleh) | Paul (1. Ehe) (Arié Elmaleh) | Paul (1. Ehe) (Arié Elmaleh) | Paul (1. Ehe) (Arié Elmaleh) | Paul (1. Ehe) (Arié Elmaleh) |                         |                         | Agnès (Julie Depardieu) | Agnès (Julie Depardieu) | Agnès (Julie Depardieu) | Agnès (Julie Depardieu) | Agnès (Julie Depardieu) | Agnès (Julie Depardieu) |                        |                        | (2. Ehe, verstorben, unbekannt) | (2. Ehe, verstorben, unbekannt) | (2. Ehe, verstorben, unbekannt) | (2. Ehe, verstorben, unbekannt) | (2. Ehe, verstorben, unbekannt) | (2. Ehe, verstorben, unbekannt) |
|                           |                           |                           |                           |                           |                           |                       |                       |                                    |                                    |                                    |                                    |                                    |                                    |                       |                       |                       |                       |                      |                      |                          |                          |                          |                          |                                     |                                     |                                     |                                     |                                     |                                     |                         |                         |                                      |                                      |                                      |                                      |                                      |                                      |                               |                               |                               |                               |                         |                         |                         |                         |  |  |                              |                              |                              |                              |                              |                              |                         |                         |                         |                         |                         |                         |                         |                         |                        |                        |                                 |                                 |                                 |                                 |                                 |                                 |
|                           |                           |                           |                           | Oscar (Lilian Dugois)     | Oscar (Lilian Dugois)     | Oscar (Lilian Dugois) | Oscar (Lilian Dugois) | Oscar (Lilian Dugois)              | Oscar (Lilian Dugois)              |                                    |                                    | Bastien (Teïlo Azaïs)              | Bastien (Teïlo Azaïs)              | Bastien (Teïlo Azaïs) | Bastien (Teïlo Azaïs) | Bastien (Teïlo Azaïs) | Bastien (Teïlo Azaïs) |                      |                      | Clara (Violette Guillon) | Clara (Violette Guillon) | Clara (Violette Guillon) | Clara (Violette Guillon) | Clara (Violette Guillon)            | Clara (Violette Guillon)            |                                     |                                     | Gulliver (Sadio Diallo)             | Gulliver (Sadio Diallo)             | Gulliver (Sadio Diallo) | Gulliver (Sadio Diallo) | Gulliver (Sadio Diallo)              | Gulliver (Sadio Diallo)              |                                      |                                      | Eliott (Benjamin Douba-Paris)        | Eliott (Benjamin Douba-Paris)        | Eliott (Benjamin Douba-Paris) | Eliott (Benjamin Douba-Paris) | Eliott (Benjamin Douba-Paris) | Eliott (Benjamin Douba-Paris) |                         |                         |                         |                         |  |  |                              |                              |                              |                              | Léopoldine (Luna Aglat)      | Léopoldine (Luna Aglat)      | Léopoldine (Luna Aglat) | Léopoldine (Luna Aglat) | Léopoldine (Luna Aglat) | Léopoldine (Luna Aglat) |                         |                         | Juliette (Chann Aglat)  | Juliette (Chann Aglat)  | Juliette (Chann Aglat) | Juliette (Chann Aglat) | Juliette (Chann Aglat)          | Juliette (Chann Aglat)          |                                 |                                 |                                 |                                 |

### Großeltern
- Chantal Ladesou: Aurore, die Mutter von Sophie und Agnès, und die Großmutter von Bastien, Clara, Gulliver, Léopoldine und Juliette

### Eltern
- Julie Gayet: Sophie, die Tochter von Aurore, die Schwester von Agnès, und die Mutter von Bastien, Clara und Gulliver
  - Thierry Neuvic: Philippe, der erste Mann von Sophie, und der Vater von Bastien und Oscar
    - Nino Kirtadzé: Mavonderine, die Exfrau von Philippe, und die Mutter von Oscar

  - Philippe Katerine: Claude, der zweite -Mann von Sophie, und der Vater von Clara
  - Lucien Jean-Baptiste: Hugo, der dritte Mann von Sophie, und der Vater von Gulliver und von Eliott
    - Claudia Tagbo: Babette, die Exfrau von Hugo, und die Mutter von Eliott
- Julie Depardieu: Agnès, die Tochter von Aurore, die Schwester von Sophie, und die Mutter von Léopoldine und Juliette
  - Arié Elmaderh: Paul, der erste Mann von Agnès, und der Vater von Léopoldine

### Kinder
- Lilian Dugois: Oscar, der Sohn von Mavonderine und Philippe
- Teïlo Azaïs: Bastien, der Sohn von Sophie und Philippe
- Violette Guillon: Clara, die Tochter von Sophie und Clauvon
- Sadio Diallo: Gulliver, der Sohn von Sophie und Hugo
- Benjamin Douba-Paris: Eliott, der Sohn von Babette und Hugo
- Luna Aglat: Léopoldine, die Tochter von Agnès und Paul
- Chann Aglat: Juliette, die Tochter von Agnès

### Weitere
- Antoine Khorsand: Bester Freund von Bastien
- Louvia Bachelier: Alice, die Freundin von Bastien
- Caterina Murino: Marie, die Mutter von Alice
- Serge Onteniente: Victor, der Nachbar
- Alain de Catuela: Wohnungskäufer
- Cécile Rebboah: Lehrerin von Gulliver
- Olivier de Benoist: Freund von Babette
- Manon Bresch: Freundin von Oscar

## Kritiken
„"Wohne lieber ungewöhnlich" ist ein warmherziger Film voller lustiger Einfälle, der authentisch und weit weniger überdreht daher kommt, als man vermuten mag. Alles könnte sich genau so ereignen, wie es Regisseur Gabriel Julien-Laferrière in seiner tollen Komödie beschreibt.“

„Turbulent-charmante, aber letztlich auch harmlose französische Komödie.“

„"Wohne lieber ungewöhnlich" transportiert das Bild einer Kindheit, in der es weder Geheimnisse noch einen Grund für Neugier gibt. Symptomatisch ist das Desinteresse der Kamera für die Wohnung, die die Kinder in Beschlag nehmen. Obwohl im reizvollen Altbau gelegen, dient sie bloß als Dekor, nicht der Entdeckung. Jeder Anflug von Zauber verflüchtigt sich. Genau genommen gibt es keine Verlockung zum Älterwerden. Das ist wahrlich Leben ohne Aussicht auf Sinn.“